# Kaukasus statliga naturreservat

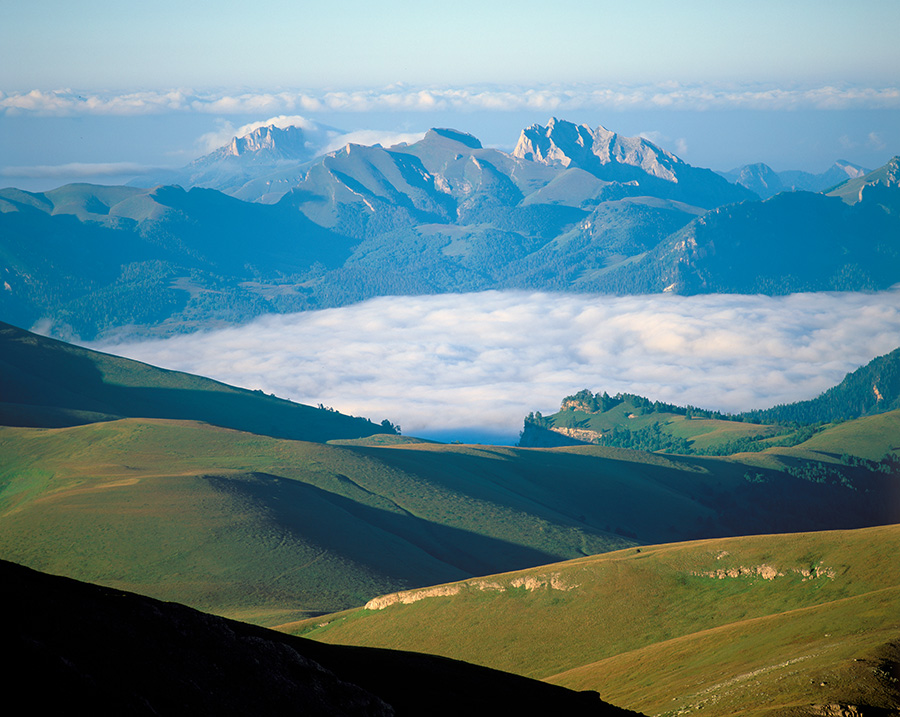
Kaukasus statliga naturreservat

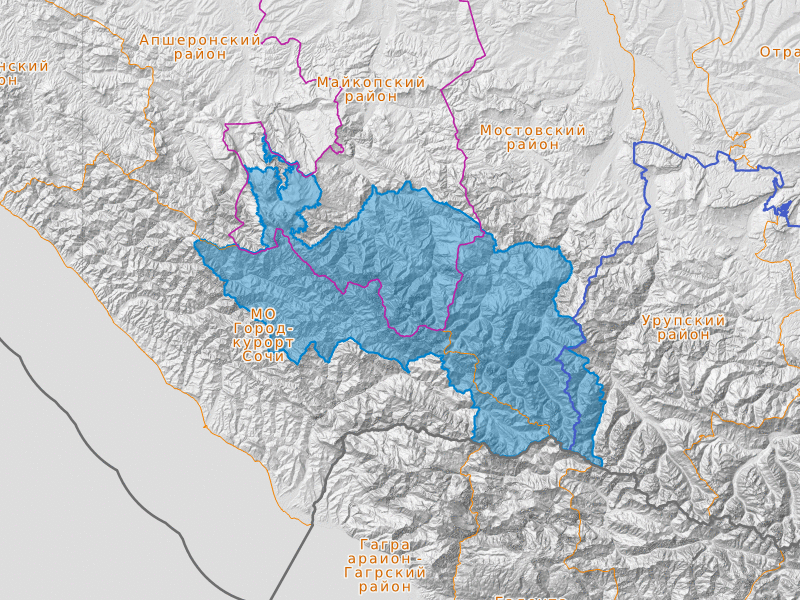
Karta

Kaukasus statliga naturreservat (ryska: Кавказский государственный природный биосферный заповедник, Kaukasiska statens naturbiosfärreservat, uppkallat efter K.G. Chaposjnikov) är ett naturreservat i Ryssland (IUCN-kategori Ia) inom världsarvsområdet Västra Kaukasus. Det ligger på norra och södra sluttningarna av Västra Kaukasus och är på drygt 2.800 kvadratkilometer.
Området var det sista habitat för bergsvisenten. Initiativ till att rädda bison från utrotning genom jakt kom 1909 från den rysk-armeniske skogsmästaren Khachatur Georgivitj Chaposjnikov 1872–1938). Denne tjänstgjorde då i Kubans armé. Han sände ett brev till ryska vetenskapsakademin, i vilket han argumenterade för att området, som ägdes av Kubans armé, skulle skyddas genom att skapa ett fredat reservat för bergsvisenten. Vetenskapsakademin reagerade positivt, men olika hinder uppstod för att genomföra förslaget, trots olika ansatser 1913 och 1916. Ett positivt beslut om att inrätta ett viltreservat fattades 1919, men verkställdes inte på grund av politiska omorganisationer när den nya sovjetiska staten tog över makten i området. Naturreservatet inrättades först i maj 1924 av det sovjetiska styret i den autonoma regionen Krasnodar kraj samt de ryska delrepublikerna Adygeiska republiken och Karatjaj-Tjerkessien. Då var det dock för sent för att rädda bergsvisenten. De tre sista individerna dödades av tjuvjägare 1927. 
I naturreservatet inplanterades 1940–1949 ett tjugotal visenter, varav 4 kor, av den hybridlinje med bison, som har lanserats som Bison bonasus montanus. Omkring 1989 fanns det omkring 1300 frilevande djur. Denna population har sedan decimerats genom tjuvjakt. År 1999 beräknades det funnits 550 djur kvar.

## Bildgalleri

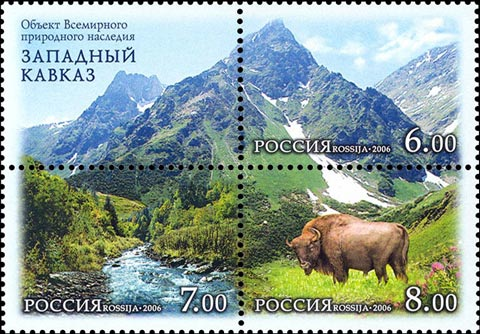
Världsarvet Västra Kaukasus på ryska frimärken från 2006
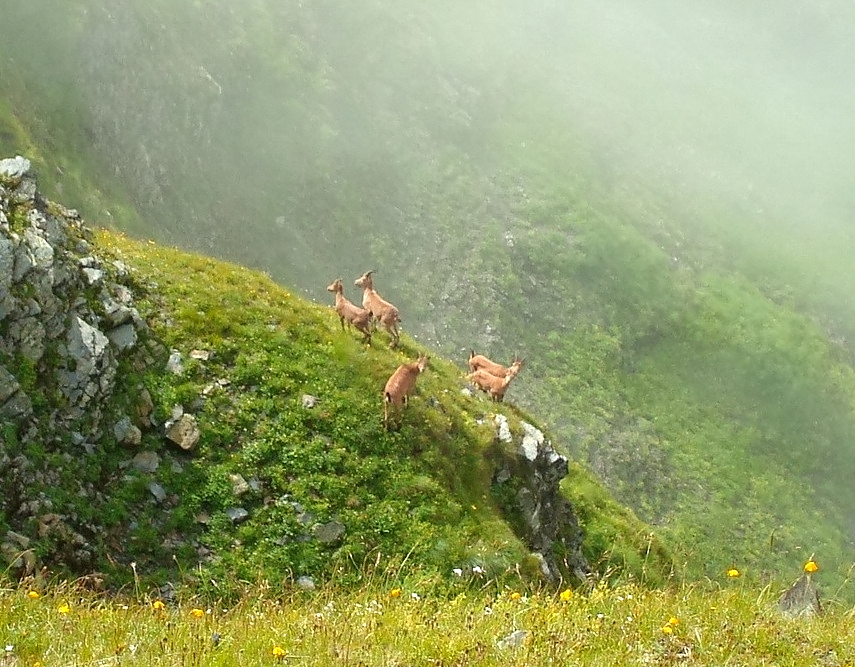
Hjord av Västkaukasisk stenbock
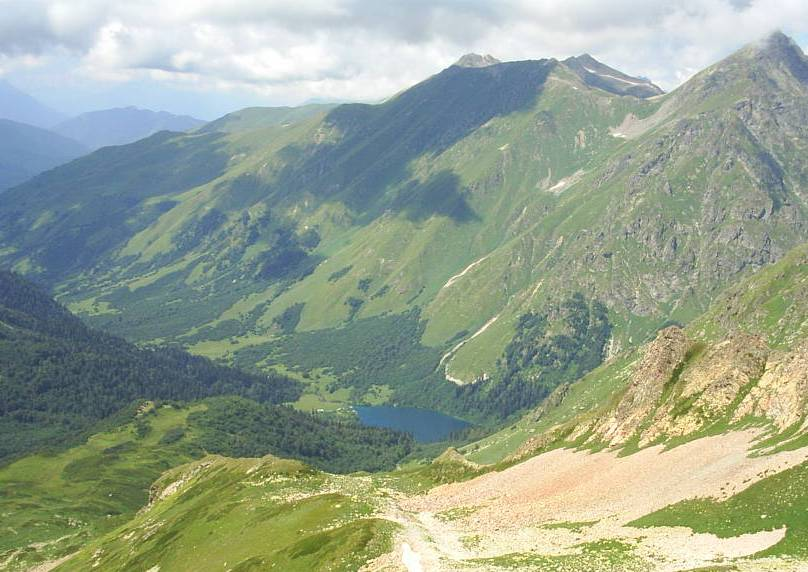
Sjön Kardyvach
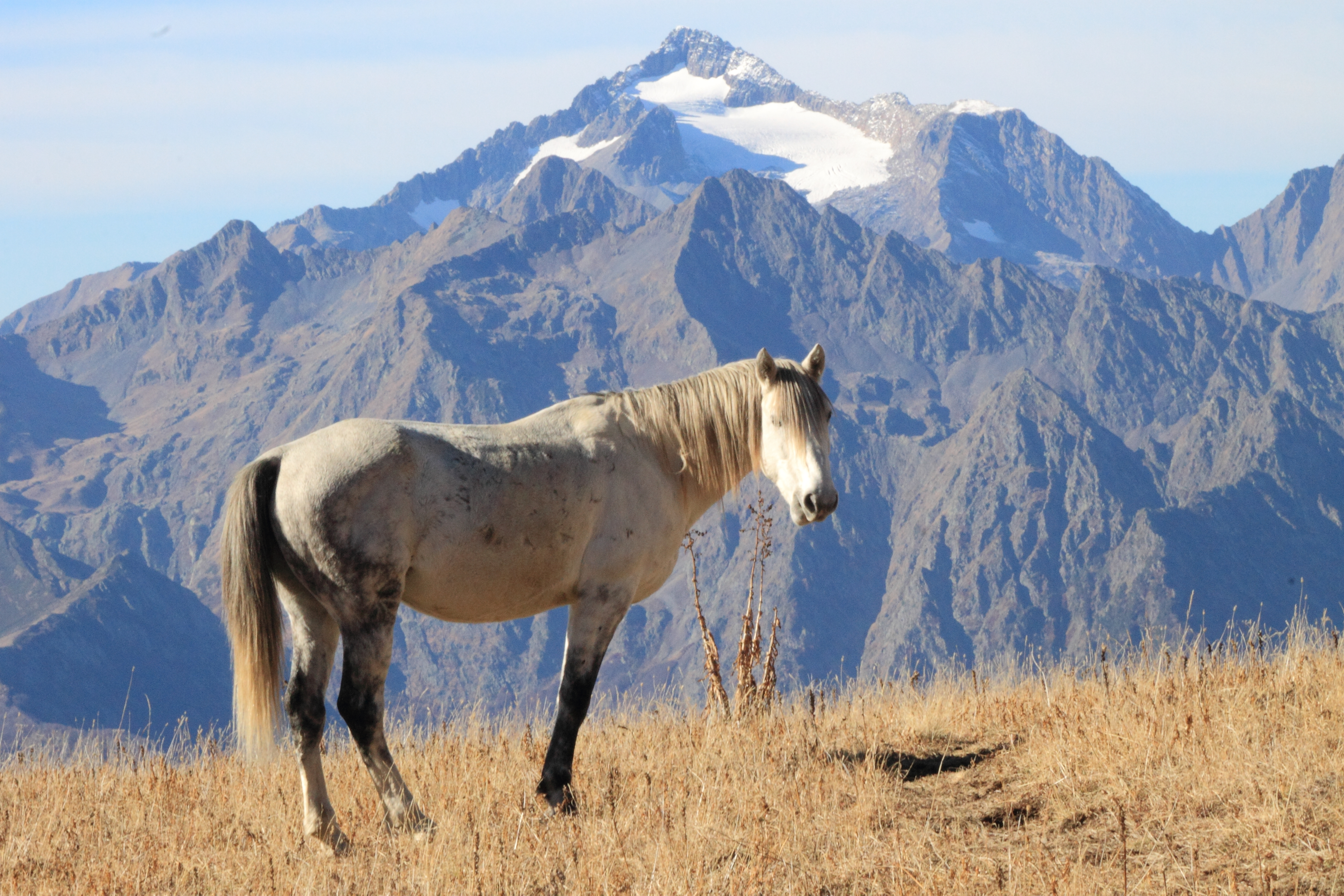
Häst mot bakgrund av berget Tabunnaya